# Абриа, Жереми Жозеф Бенуа
Жереми Жозеф Бенуа Абриа (фр. Jérémie Joseph Benoît Abria; 19 марта 1811, Лимож — 4 апреля 1892, Бордо) — французский физик, педагог, профессор, член Французской академии наук (с 1880).

## Биография
Сын фармацевта.
В 1837 году окончил Высшую нормальную школу в Париже.
C октября 1834 года преподавал в Королевском колледже в Лиможе, с сентября 1836 года — в Королевском колледже Генриха IV (ныне Национальное военное училище (Франция)), преподавал на факультете университета Бордо (1838), профессор физики в Бордо (с октября 1839). Декан факультета естественных наук (сентябрь 1845 — ноябрь 1886).

## Научная деятельность
Занимался исследованиями в области электричества и оптики.
В 1848 году, доведя давление воздуха в газоразрядной трубке до 2 мм ртутного столба, открыл страты. Изучал скорость распространения света в различных средах, оптические свойства кристаллов, силы отталкивания в газах.

## Избранные публикации
- Элементарная теория электрического потенциала Ж.-Ж.-Б. Абрия. (Отрывок из «Воспоминаний Общества физических и естественных наук Бордо». 2-я серия, том I, 3-я тетрадь.) (1876)
- О цветах кристаллизованных плёнок в поляризованном свете, Ж.-Ж.-Б. Абрия. (Отрывок из «Воспоминаний Общества физических и естественных наук Бордо», том VIII, 2-я тетрадь.) (1872)
- Прохождение света через кристаллы, или строение тел, изучаемое по их оптическим свойствам, Ж.-Ж.-Б. Абрия,… (1868)
- Очерк изложения теории двойного лучепреломления (1868)
- О некоторых общих свойствах тел и, в частности, о силе отталкивания газов, Ж.-Ж.-Б. Абрия,… (1867)
- О тождестве тепла и света (1866)
- Наблюдения за осадками, проведенные на юго-западе Франции (Аквитания и Пиренеи) с 1714 по 1860 год, за которыми последовали большие серии наблюдений в Монпелье, Париже, Женеве и Большом Сен-Бернаре, а также результаты некоторых наблюдений за осадками Ж.-Ж.-Б. Абрия… и Виктора Раулина… (1864)
- Отчёт о работе факультета наук Бордо за 1862—1863 (1863) учебный год
- Демонстрация нескольких формул Гаусса, относящихся к взаимодействию двух магнитов, Ж.-Ж.-Б. Абриа (1861)
- О скорости света в различных средах. Исследование строения луча в теории волн Ж.-Ж.-Б. Абриа. (Отрывок из «Актов Императорской Академии наук, изящной словесности и искусств Бордо».) (1860)
- О пользе гипотез в экспериментальных науках. Речь, произнесенная на годовом собрании 28 декабря 1857 г. Ж.-Ж.-Б. Абриа (1858)
- Отчет о работе факультета наук Бордо… 1857—1858… (1858)
- Отчет о работе факультета наук Бордо… 1856—1857… (1857)